# Маарах
Маарах (ивр. המערך‎ — блок, массив) — политическая партия в Израиле, являвшаяся союзом главных левых партий Израиля между 1965 и 1991 годом. Она была создана в 1965 году как союз партий МАПАЙ и «Ахдут ха-Авода», но спустя 3 года была ликвидирована, когда обе составляющие союз партии вместе с партией РАФИ формально объединились в партию «Авода». В 1969 году партия была восстановлена на основе союза партии «Авода» и партии МАПАМ, и во время проведения выборов в кнессет получила 63 места. Это был единственный случай в истории Израиля, когда какая-либо партия получила абсолютное большинство мест в кнессете. 7 октября 1991 года «Маарах» официально вошёл в состав партии «Авода» и прекратил своё существование.

## Первое образование партии
Впервые название «Маарах» относилось к техническому союзу партий МАПАЙ и «Ахдут ха-Авода», для участия в выборах в кнессет в 1965 году. Полным названием было «Ха-Маарах леахдут поалей Эрец-Исраэль» (ивр. המערך לאחדות פועלי ארץ ישראל‎ — Блок единства рабочих Эрец-Исраэль). Это объединение было сделано в ответ на попытку слияния двух крупных правых партий в Израиле («Херут» и Либеральной партии сформировали объединение «Гахаль»), и было попыткой сохранить гегемонию левых партий в израильской политике.
На выборах в кнессет 1965 года в итоге победил «Маарах» с 36,7 % голосов, что дало ему 45 мест в кнессете из 120, которых было достаточно для победы над «Гахаль», набравшего только 26 мест, хотя это было и не так много, как при победе МАПАЙ на выборах в 1951 году и в 1959 году.
Лидер партии Леви Эшколь сформировал коалиционное правительство с «Мафдал», МАПАМ, Партией независимых либералов, «Агудат Исраэль» и двумя партиями израильских арабов, выступающих за общественное согласие, прогресс, развитие, сотрудничество и братство.
23 января 1968 года, МАПАЙ и «Ахдут ха-Авода» объединились с партией РАФИ (хотя лидер РАФИ Давид Бен-Гурион отказался присоединиться к ним, и образовал свою отдельную партию «Национальный список») для создания Лейбористской партии Израиля («Авода»). В результате этого блок «Маарах» прекратил своё существование.

## Второе образование партии

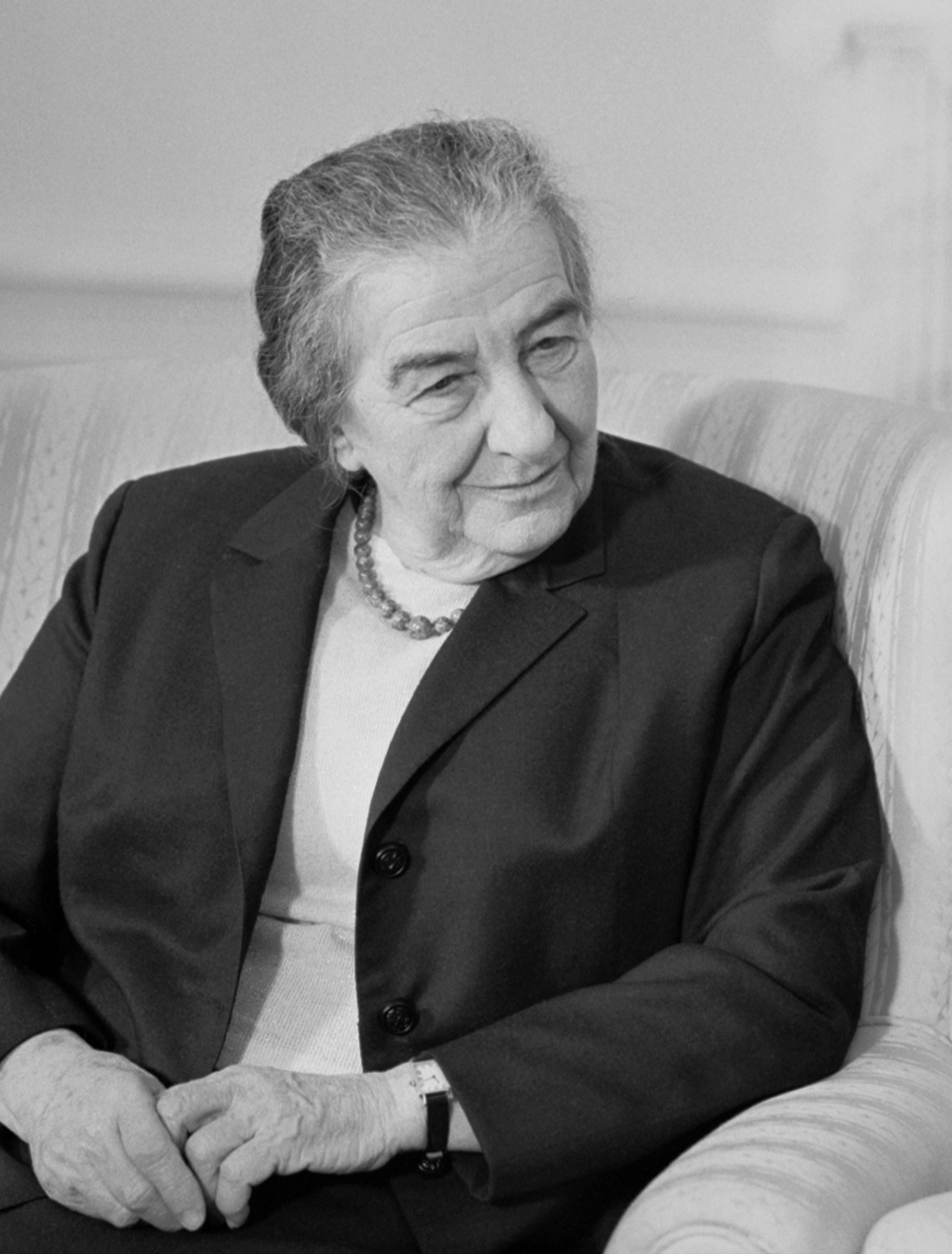
Голда Меир, лидер «Маараха» и премьер-министр Израиля в 1969—1974 годах

28 января 1969 года партия «Авода» вступила в союз с партией МАПАМ, который был назван «Маарах». На выборах в кнессет «Маарах» получил 63 места из 120, за всю историю Израиля это был абсолютный рекорд мест, набранный одной фракцией.
Когда Леви Эшколь умер 26 февраля 1969 года, его сменила Голда Меир — первая и единственная женщина премьер-министр Израиля.
Победа страны в Шестидневной войне помогла популярности партии и привела к её убедительной победе на выборах 1969 года. И хотя «Маарах» потерял абсолютное большинство в кнессете, показатель 46,2 % голосов или 56 мест был (и остается) одним из лучших результатов избирательной деятельности в израильской политической истории.

### 1970-е годы

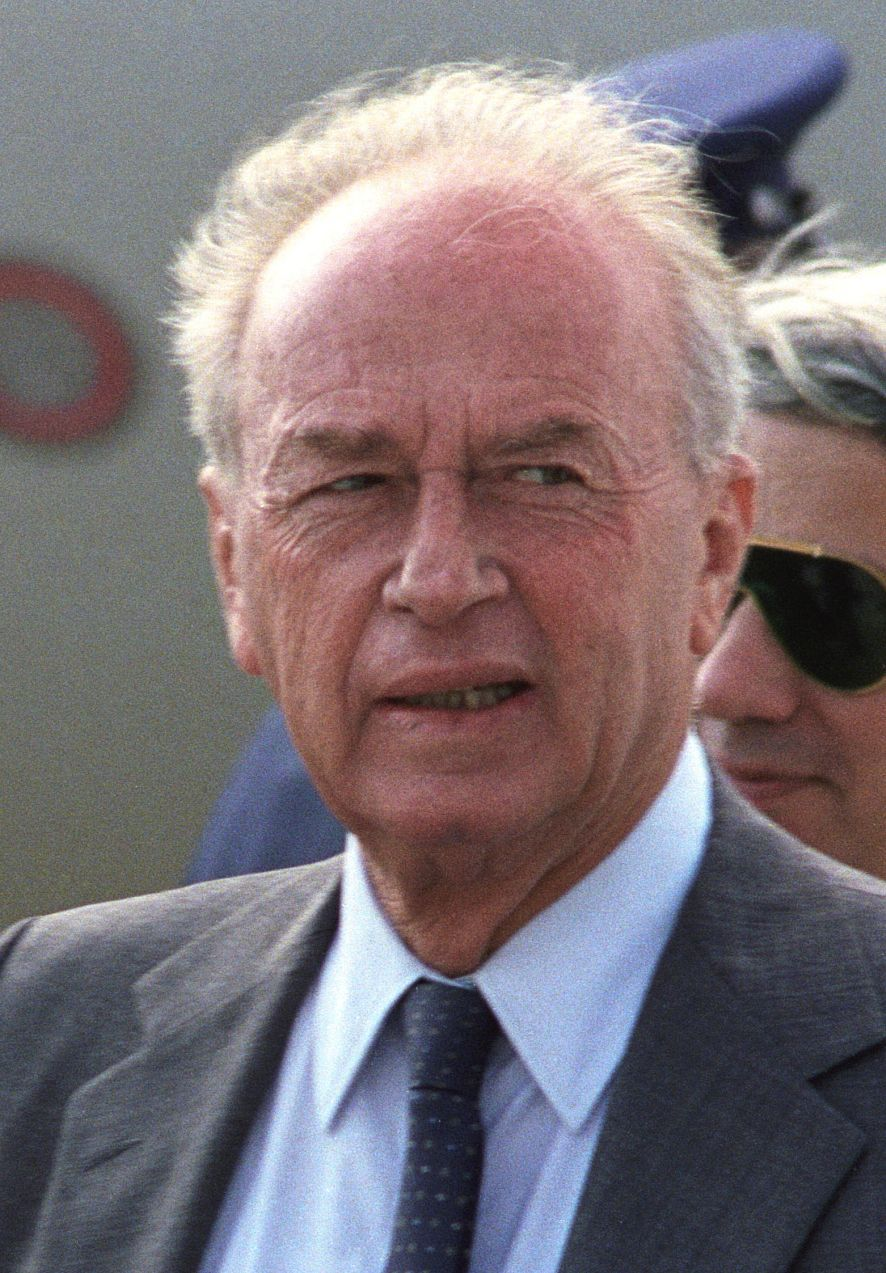
Ицхак Рабин, лидер «Маараха» в 1970-е годы

Во время каденции кнессета 7-го созыва произошли события, которые сыграли важную роль в падении партии. 6 октября 1973 года, когда израильтяне были заняты Йом-Кипуром, произошло внезапное нападение Египта и Сирии, в результате чего началась война Судного дня. Хотя Израиль впоследствии возвратил себе земли, потерянные в начале войны, в целом война рассматривалась как неудача, и правительство столкнулось с серьёзной критикой. Была создана «комиссия Аграната» для изучения обстоятельств, которые привели к войне.
Ещё до того, как «комиссия Аграната» смогла опубликовать результаты расследования, были проведены выборы. Недовольство правительством не было существенно заметно, так как «Маарах» по-прежнему занял первое место, набрав 39,6 % голосов и 51 место. Что более важно, новая крупная правая партия «Ликуд» получила 39 мест в кнессете и теперь догоняла «Маарах». Голда Меир сформировала коалицию с партией «Мафдал» и Партией независимых либералов. Тем не менее, когда через десять дней после выборов «комиссия Аграната» опубликовала свои выводы, то 1 апреля 1974 года Голда Меир подала в отставку, несмотря на то что доклад освободил от ответственности за неготовность к войне как её, так и министра обороны Моше Даяна.
В назначенных праймериз в «Маарахе» победил Ицхак Рабин, обогнав Шимона Переса, отступившего на второе место в партии. Эта борьба привела к долгосрочному конфликту между ними, и Ицхак Рабин позднее описывал в своей автобиографии Переса как «неутомимого интригана». Рабин сформировал новое правительство вместе с партией «Рац», Партией независимых либералов, а также с арабскими партиями «Прогресс и Развитие» и «Арабский список бедуинов и крестьян». Партия «Мафдал» также вскоре после этого вошла в коалицию, хотя их принятие в коалицию ускорило выход светской партии «Рац».

### 1980-е годы
«Маарах» потихоньку восстановил свои позиции и на выборах в кнессет 1981 года получил 36,6 % голосов избирателей (что было ростом на 12 %) и 47 мест. Тем не менее набравший 48 мест «Ликуд» начал формировать правительство с помощью небольших правых и религиозных партий. Партия «Рац» ненадолго влилась в «Маарах», но тут же отделилась. К концу сессии кнессета партия «Маарах» имел больше мест, чем его соперник, после того, как два депутата от «Ликуда» перешли в него. Ещё большее увеличение мест в парламенте у «Маараха» стало после вливания в него Партии независимых либералов в 1984 году. После выборов 1984 года МАПАМ вышел из блока «Маараха», и это стало его фактическим концом, поскольку в блоке с партией «Авода» никто не остался. Ещё одни выборы в 1988 году «Авода» провела под названием «Маараха», а затем оно было и формально отменено в 1991 году.

### 1990-е годы
В 1990 году Шимон Перес сделал ставку на управление страной левыми партиями путём создания узкой коалиции с 61 местом в союзе с ультра-ортодоксальными партиями ШАС, «Агудат Исраэль», «Дегель ха-Тора» и левыми крыльями партий МАПАМ, «Рац» и «Шинуй». В конечном итоге ставка на левых не удалась, и «Маарах» вышел из коалиции за два года до срока прекращения полномочий кнессета. Партия также потеряла одного из депутатов, Эфраима Гура, который вышел из «Маараха» и образовал отдельную партию «Союз Мира и Репатриации», в дальнейшем влившуюся в «Ликуд». Эта история позже стала известна в Израиле как «грязный трюк» («таргиль масриах»).
7 октября 1991 года «Маарах» официально прекратил своё существование, передав все свои права партии «Авода».